# Liste der Brücken über den Valser Rhein
Die Liste der Brücken über den Valser Rhein enthält die Übergänge des Valser Rheins von der Quelle im Läntatal bis zur Mündung bei Uors in den Glenner.
20 Brücken führen über den Fluss: 12 Strassenbrücken, sieben Fussgängerbrücken und eine befahr- und begehbare Staumauerkrone.
| Bild | Name                                               | Ort             | Lage             | Funktion                                                       | Konstruktion                   | Material         | Länge in m | Höhe m ü. M. | Bemerkungen |
| ---- | -------------------------------------------------- | --------------- | ---------------- | -------------------------------------------------------------- | ------------------------------ | ---------------- | ---------- | ------------ | --- |
|      | Unbenannte Brücken                                 | Vals            | 46.54036 9.04208 | Fussgängerbrücke                                               | Balkenbrücke                   | Stahl            | 10         | 2083         | Zwei Metallbalkenbrücken mit Gitterrostboden, gebaut 1995 mit Hilfe von Brückenteilen des Militärs Bergwanderweg von der Länta-Hütte über den Furggelipass nach Zervreila 200 m flussabwärts beginnt das national geschützte Auengebiet Lampertschalp. |
|      | Unbenannte Brücke                                  | Vals            | 46.56527 9.05948 | Fussgängerbrücke                                               | Hängebrücke                    | Stahl Holz Stein | 30         | 1972         | Private Stahlseil-Holzhängebrücke, auf der linken Flussseite an einem Felsblock befestigt Hinweistafel: Betreten verboten Flussaufwärts befindet sich das national geschützte Auengebiet Lampertschalp. |
|      | Unbenannte Brücke                                  | Vals            | 46.56873 9.07428 | Alpenstrassenbrücke                                            | Balkenbrücke                   | Stein            | 5          | 1884         | Steinbalkenbrücke mit Metallschranken Fahrverbot für Motorwagen, Motorräder und Motorfahrräder: Für Unberechtigte verboten Mountainbikeland-Route 231 Lampertschalp (Vals, Post–Vals, Post) Bergwanderweg zur Lampertschalp, Länta-Hütte und zum Passo Soreda |
|      | Zervreila Staumauer-Übergang                       | Vals            | 46.57812 9.11824 | Werkstrasse mit Fussweg auf der Mauerkrone                     | Talsperre                      | Beton            | 504        | 1863         | Zervreilastausee Bogengewichtsmauer, gebaut 1953–1957 Private Zufahrtsstrasse zur Kapelle St. Anna in der Siedlung Frunt Hinweistafel: Es ist strengstens verboten, Gegenstände über die Staumauer zu werfen! An dieser Stelle liegen heute unter Wasser die Überreste einer Holzbrücke auf Pfahlböcken Die 4,40 m hohe Bronzeskulptur Bergplastik Zervreila mit dem Löwen und Engel (1956–1959) von Raoul Ratnowsky schmückt den Staudamm am rechtsseitigen Kroneneingang. Winterwandern-Route 264 Panoramaweg Gadastatt–Zervreila |
|      | Unbenannte Brücke                                  | Vals            | 46.5794 9.12094  | Strassenbrücke (zweispurig)                                    | Durchlass                      | Beton            | 50         | 1736         | Abschlussdamm mit Strasse über Bachdurchlass, gebaut 1958 Allgemeines Fahrverbot: Amtsverbot, ausgenommen für den Verkehr mit dem Kraftwerk Zufahrt zur Zentrale der Kraftwerke Zervreila AG |
|      | Rona-Steg                                          | Vals            | 46.596 9.14863   | Fussgängerbrücke                                               | Balkenbrücke                   | Holz             | 20         | 1550         | Gebaut 2018 vom Zivilschutz Surselva Bergwanderweg Flussaufwärts auf der linken Flussseite befindet sich das national geschützte Hochmoorumfeld Kristalloch. 800 m flussabwärts auf der rechten Flussseite befindet sich das national geschützte Hochmoorumfeld Ufem Sand. |
|      | Steinbruch Truffer-Brücke                          | Vals            | 46.60724 9.17009 | Strassenbrücke (einspurig)                                     | Balkenbrücke                   | Stahl            | 20         | 1297         | Gebaut ca. 1997 Allgemeines Fahrverbot: Werkverkehr gestattet Werkverkehr Verbot für Fussgänger: Unbefugten ist das Betreten des Steinbruches verboten! Privatareal: Vorsicht Sprengarbeiten! |
|      | Unbenannte Brücke                                  | Vals            | 46.60888 9.17316 | Strassenbrücke (zweispurig)                                    | Balkenbrücke                   | Beton            | 20         | 1282         | Gebaut ca. 1979 Höchstgeschwindigkeit 50 km/h Mountainbikeland-Route 231 Lampertschalp (Vals, Post–Vals, Post) und Route 232 Peil (Vals, Post–Vals, Post) Zufahrt zur Talstation der Gondelbahn Vals–Gadastatt und zum Hotel Steinbock |
|      | Unbenannte Brücke                                  | Vals            | 46.61071 9.17464 | Strassenbrücke (einspurig) mit Rohrleitung an der Brückenseite | Fachwerkbrücke                 | Stahl            | 20         | 1270         | Höchstgeschwindigkeit 30 km/h, Höchstgewicht 5 t Private Zufahrt Mountainbikeland-Route 231 Lampertschalp (Vals, Post–Vals, Post), Route 232 Peil (Vals, Post–Vals, Post) und Route 233 Leis (Vals, Post–Vals, Post) Bergwanderweg |
|      | Liemschboda-Brücke                                 | Vals            | 46.61218 9.17591 | Strassenbrücke (zweispurig)                                    | Balkenbrücke                   | Beton            | 30         | 1264         | Höchstgeschwindigkeit 50 km/h PostAuto-Buslinie 431 (Ilanz – Vals – Zervreila (Valser-Linie)) Bergwanderweg |
|      | Milch-Brücke                                       | Vals            | 46.61696 9.17932 | Fussgänger- und Velobrücke                                     | Balkenbrücke Hubbrücke         | Stahl            | 20         | 1253         | Bewegliche rotierende Metallbalkenbrücke, die im Hochwasserfall gehoben werden kann, gebaut 2007/08 Wanderweg |
|      | Valserrheinbrücke (Dorfbrücke Vals)                | Vals            | 46.61825 9.1802  | Strassenbrücke (einspurig)                                     | Balkenbrücke Trogbrücke        | Beton Stein      | 25         | 1252         | Gevoutete Steinbeton-Balkenbrücke, gebaut 2008/09 Höchstgeschwindigkeit 30 km/h Mountainbikeland-Route 1 Alpine Bike (Etappe 7 Safien Platz–Lumbrein), Route 90 Graubünden Bike (Etappe 10 Safien Platz–Lumbrein), Route 231 Lampertschalp (Vals, Post–Vals, Post), Route 232 Peil (Vals, Post–Vals, Post) und Route 233 Leis (Vals, Post–Vals, Post) Wanderland-Route 35 Walserweg Graubünden (Etappe 2 Hinterrhein–Vals und Etappe 3 Vals–Safien Turrahus)                                                                        |
|      | Unbenannte Brücke                                  | Vals            | 46.62274 9.18469 | Fussgänger- und Velobrücke                                     | Balkenbrücke                   | Stahl            | 30         | 1246         | Gebaut 2008 Wanderweg |
|      | Zarneis-Brücke                                     | Vals            | 46.62809 9.18734 | Strassenbrücke (einspurig)                                     | Balkenbrücke                   | Holz             | 30         | 1241         | Offene Holzbalkenbrücke mit Flusspfeiler Allgemeines Fahrverbot: Zubringerdienst gestattet Mountainbikeland-Route 233 Leis (Vals, Post–Vals, Post) Wanderweg |
|      | Unbenannter Steg                                   | Vals            | 46.63638 9.18707 | Fussgängerbrücke                                               | Hängebrücke                    | Stahl            | 65         | 1192         | Gebaut ca. 2003 Privater Übergang |
|      | Unbenannter Steg                                   | Vals            | 46.63993 9.18709 | Fussgängerbrücke                                               | Hängebrücke                    | Stahl            | 30         | 1183         | Stahlseil-Hängebrücke mit Holzboden, gebaut 2018 vom Schiessverein Heidboden |
|      | Hohe Brücke                                        | Vals            | 46.64337 9.18566 | Strassenbrücke (zweispurig)                                    | Balkenbrücke Stein-Bogenbrücke | Beton Stein      | 60         | 1174         | Die Doppelbrücke besteht aus einer gemauerten Bogenbrücke von 1879, die die Fahrbahn taleinwärts trägt, und einer Betonbrücke von 1998/99, auf deren Stützen die Gegenfahrbahn ruht Höchstgeschwindigkeit 80 km/h PostAuto-Buslinie 431 (Ilanz – Vals – Zervreila (Valser-Linie)) Mountainbikeland-Route 1 Alpine Bike (Etappe 7 Safien Platz–Lumbrein) und Route 90 Graubünden Bike (Etappe 10 Safien Platz–Lumbrein) |
|      | Unbenannte Brücke                                  | St. Martin      | 46.6606 9.18806  | Strassenbrücke (einspurig)                                     | Balkenbrücke                   | Beton            | 30         | 1034         | Höchstgeschwindigkeit 80 km/h |
|      | Valserrheinbrücke Uors – Surcasti (Via Principala) | Surcasti – Uors | 46.69968 9.1818  | Strassenbrücke (zweispurig) mit Trottoir                       | Bogenbrücke                    | Beton Stahl      | 142        | 920          | Stahlbeton-Bogenbrücke, fertiggestellt 1962 Verbot für Anhänger (Lastwagen) Höchstgeschwindigkeit 80 km/h, Höchstgewicht 28 t Mountainbikeland-Route 1 Alpine Bike (Etappe 7 Safien Platz–Lumbrein) und Route 90 Graubünden Bike (Etappe 10 Safien Platz–Lumbrein) |
|      | Unbenannte Brücke                                  | Surcasti – Uors | 46.70161 9.18198 | Strassenbrücke (einspurig)                                     | Fachwerkbrücke                 | Stahl            | 35         | 861          | Höchstgeschwindigkeit 50 km/h Wanderweg |